# Csesztin
Csesztin (szerbül:  Čestin; Честин) várrom Szerbiában Kragujevactól délnyugatra, Gruzsa mellett.
Középkori magyar neve Csesznek. Lázár szerb fejedelem vára volt. Zsigmond király 1389 novemberében Boraccsal együtt elfoglalta. Nem tudni, meddig volt magyar kézen.